# علیمحمد زیتون
علیمحمد زیتون، روستایی از توابع بخش مرکزی شهرستان کوهدشت در استان لرستان ایران است.

## جمعیت
این روستا در دهستان کوه دشت شمالی قرار دارد و براساس سرشماری مرکز آمار ایران در سال ۱۳۸۵، جمعیت آن ۳۲ نفر (۸خانوار) بوده‌است. این روستای کوچک در سال 1366حاصل هجرت مرحوم علی محمد دلفانی در دوران جنگ تحمیلی از نوراباد دلفان به املاک پدری خود بوده است. 
او پس از آنکه دولت نظام جمهوری اسلامی عشایر و کشاورزان شهر نشین را به بازگشت به مواطن خود ترغیب می کند با توجه به املاک حاصل خیز پدری خود و نیز دارا بودن مراتع مناسب برای دامداری از دلفان به این منطقه هجرت می نماید گرچه مرحوم علی محمد دلفانی در سال 1370 به دیار باقی شتافت اما فرزندان او راه پدر را ادامه داده که هم اینک به این روستای کوچک اما پر جنب و جوش  با مردمانی خونگرم تبدیل شده است. 
از ویژگی های این روستا مجاورت آن با رودخانه سیمره و مرز بین استان ایلام و لرستان است ، فاصله بسیار اندک او به تنگه تاریخی و رویایی شیرز از دیگر امتیازات روستای علی محمد زیتون می باشد که در زمینه جذب گردشگر و نیز ایجاد پایگاه های زیست بومی بسیار مستعد می باشد  